# تحمل المحاصيل لملوحة مياه البحر
المحاصيل التي تتحمل ملوحة مياه البحر هو قدرة المحصول الزراعي على تحمل الملوحة العالية الناتجة عن الري بمياه البحر مباشرًا أو بعد خليطها بالمياه العذبة
هناك محاصيل يمكن أن تنمو في مياه البحر مباشرا وقد أظهرت المزارع التجريبية جدواها. أبلغت حكومة هولندا عن حدوث تقدم كبير في مجال الأمن الغذائي حيث يبدو أن أنواعًا معينة من البطاطس والجزر والبصل الأحمر والملفوف الأبيض والبروكلي تزدهر بالأرضى المروية بالمياه المالحة.

## مزارع جزيرة تيكسل المالحة
تختبر مزرعة تيكسل بهولندا قدرة المحصول الزراعي لتحمل ملح البحر في ظل ظروف حقلية خاضعة للرقابة وهناك 56 قطعة أرض تجريبية بمساحة 160 م 2 قد تم معالجتها في 8 نسخ مع 7تركيزات للملح. يتم الحصول على هذه التركيزات من خلال الري بالتنقيط اليومي المكثف بمقدار 10 مم أو أكثر (أي أكثر من 10 لتر لكل م 2 في اليوم) عن طريق خلط الماء العذب بكمية مناسبة من مياه البحر ذات الملوحة المقابلة، علما بانه قد تم السماح للمحاصيل بالإنبات في ظروف المياه العذبة قبل بدء المعالجة بالمياه الملحة.

### ملوحة التربة
تقاس ملوحة التربة بالتوصيل الكهربائي لمستخلص معجون التربة المشبع (ECe in dS / m).
قد لخص العالم شليف تصنيفًا لتحمل الملح للمحاصيل كالتالي:
| تحمل الملح ECe (dS / م) | تصنيف القدره على التحمل*  |
| ----------------------- | ------------------------- |
| <2                      | غير قادر أبدًاعلى التحمل   |
| 2-4                     | غير قادر على التحمل       |
| 4-6                     | غير قادر على التحمل قليلاً |
| 6 - 8                   | قادر باعتدال على التحمل   |
| 8-10                    | قادر على التحمل           |
| > 10                    | قادر جدا على التحمل       |

*) يعمل المحصول بشكل جيد ولا يوجد انخفاض في الغلة حتى مستوى ملوحة التربة بعدها يبداء ينخفض العائد

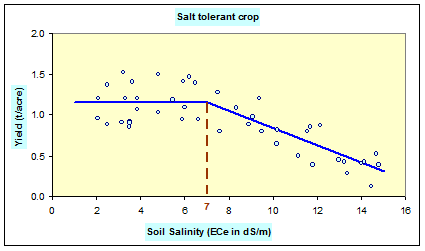
تم تركيب نموذج ماس - هوفمان
يحتوي المحصول على تحمل الملح ECe = 7 ديسي سيمنز / م والتي بعدها ينخفض المحصول.

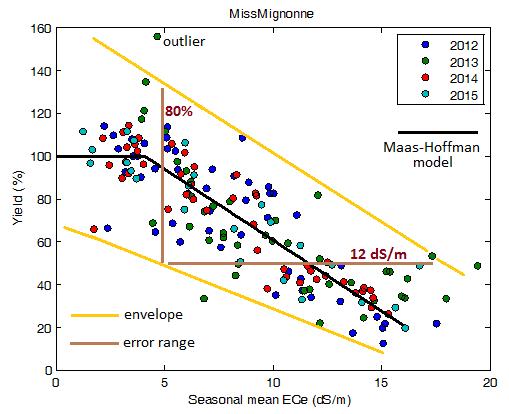
بيانات من كتيب مزارع جزيرة تيكسل

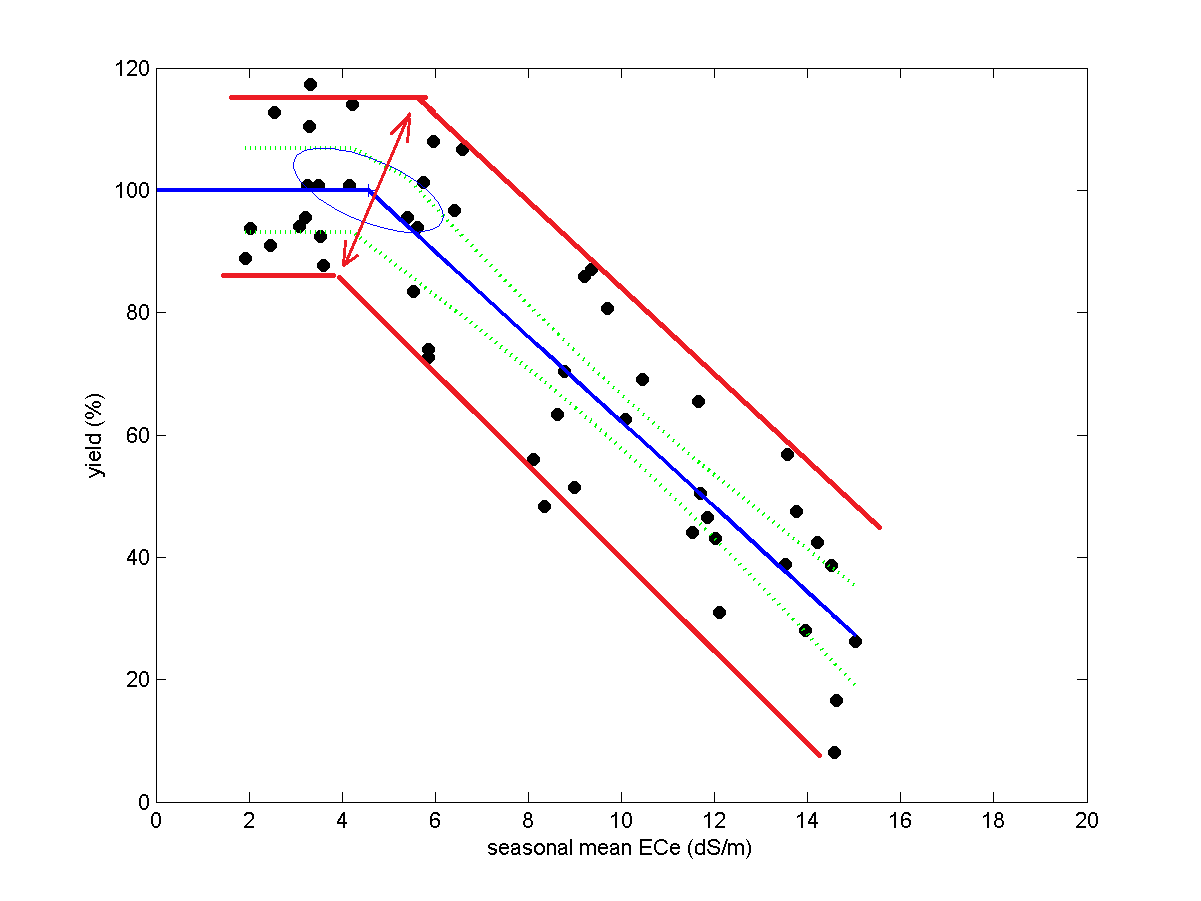
نشرت مزارع جزيره تيكسل أيضًا رسمًا بيانيًا لعلاقة الملوحة بين المحصول والملفوف الأبيض

### نتائج
| المحصول     | متنوع          | العتبة *) (ECe بوحدة dS / م) | النوع                     |
| ----------- | -------------- | ---------------------------- | ------------------------- |
| البطاطس خ ) | مينيون         | 4.1                          | غير قادر على التحمل قليلاً |
| البطاطس خ ) | أخيل           | 2.9                          | غير قادر على التحمل       |
| البطاطس خ ) | بؤرة           | 2.1                          | غير قادر على التحمل       |
| البطاطس خ ) | التقى          | 1.9                          | غير قادر على التحمل جدا   |
| البطاطس خ ) | "927"          | 3.4                          | غير قادر على التحمل       |
| الجزر       | كاس            | 4.5                          | غير قادر على التحمل قليلاً |
| الجزر       | نير            | 3.6                          | غير قادر على التحمل       |
| الجزر       | نات            | <1                           | غير قادر على التحمل جدا   |
| الجزر       | بن             | <1                           | غير قادر على التحمل جدا   |
| الجزر       | "101"          | 3.0                          | غير قادر على التحمل       |
| الجزر       | "102"          | 5.0                          | غير قادر على التحمل قليلاً |
| الجزر       | بري            | 2.1                          | غير قادر على التحمل       |
| البصل       | الو            | 2.4                          | غير قادر على التحمل       |
| البصل       | أحمر           | 5.9                          | غير قادر على التحمل قليلاً |
| البصل       | سان            | 3.2                          | غير قادر على التحمل       |
| البصل       | هيب            | 3.4                          | غير قادر على التحمل       |
| خس          | باتافيا إتش    | <1                           | غير قادر على التحمل جدا   |
| خس          | باتافيا إس     | 2.3                          | غير قادر على التحمل       |
| خس          | بترهيد لام     | 1.8                          | غير قادر على التحمل جدا   |
| كرنب        | ملفوف أبيض # ) | 4.6                          | غير قادر على التحمل قليلاً |
| كرنب        | بروكلي         | 5.6                          | غير قادر على التحمل قليلاً |
| شعير        | كيو 2014       | 3.3                          | غير قادر على التحمل       |
| شعير        | كيو 2015       | 1.7                          | غير قادر على التحمل جدا   |

### ملخص
يتم تصنيف جميع المحاصيل في النطاق من غير قادر على التحمل جدا إلى غير قادر على التحمل إلى حد ما

### نموذج منحنى س
في تقرير تيكسل، تم استخدام نموذج فان جيوتشتن جوبتا (مع إعطاء منحنى س) للعثور على ملوحة التربة عند نقطة المحصول بنسبة 90 ٪

## عدس

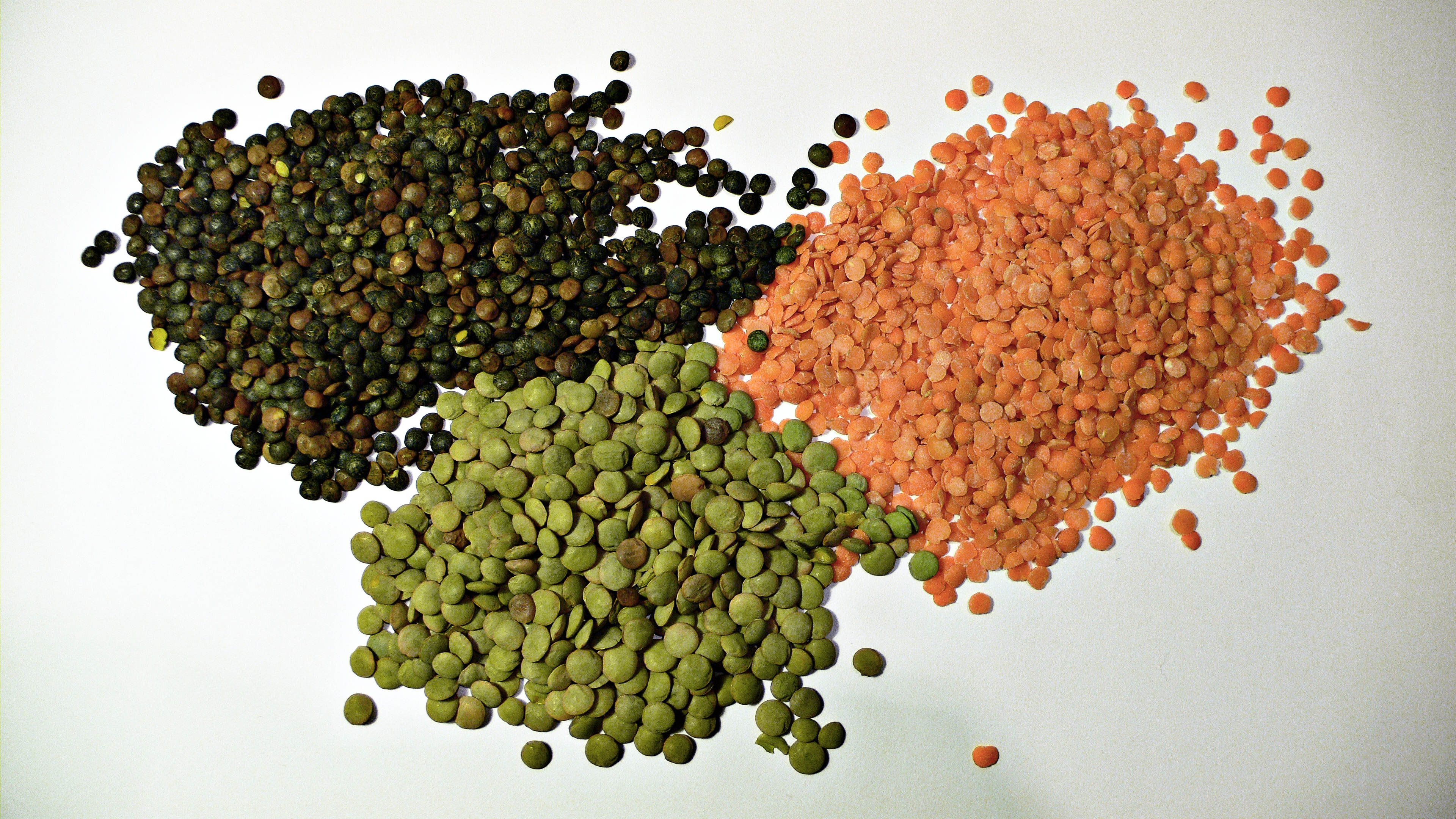
عدس

قام المعهد الزراعي المتوسطي الإيطالي بزراعة 5 أصناف من العدس المروي بمياه البحر بمستويات ملوحة مختلفة بعض النتائج موضحة في الجدول التالي:
| الملوحة (دس / م) | طول الشتلات النسبي في ٪ (التحكم = 100٪) بالصنف | طول الشتلات النسبي في ٪ (التحكم = 100٪) بالصنف | طول الشتلات النسبي في ٪ (التحكم = 100٪) بالصنف | طول الشتلات النسبي في ٪ (التحكم = 100٪) بالصنف | طول الشتلات النسبي في ٪ (التحكم = 100٪) بالصنف |
| الملوحة (دس / م) | ILL4400                                        | ILL5582                                        | ILL5845                                        | ILL5883                                        | ILL8006                                        |
| ---------------- | ---------------------------------------------- | ---------------------------------------------- | ---------------------------------------------- | ---------------------------------------------- | ---------------------------------------------- |
| 3                | 98                                             | 83                                             | 82                                             | 98                                             | 96                                             |
|                  | 70                                             | 43                                             | 78                                             | 90                                             | 83                                             |
| 9                | 57                                             | 48                                             | 63                                             | 52                                             | 62                                             |
| 12               | 36                                             | 40                                             | 38                                             | 30                                             | 43                                             |

## نباتات ملحية

تيرتلويد

النباتات الملحية، أو النباتات المحبة للارض الملحية، ويمكن ريها بمياه البحر النقي بهدف زيادة العلف المحاصيل. تم إجراء تجربة لاستخدام النباتات الملحية لتغذية الأغنام وخلص إلى أن الحيوانات تزدهر بشكل جيد، تحديد نسبة 100٪ على انها العائد من البرسيم محصول (البرسيم) العلف المروية بالماء العذب
تم الحصول على النتائج التالية لمحصول المحاصيل الملحية المروية بمياه البحر:

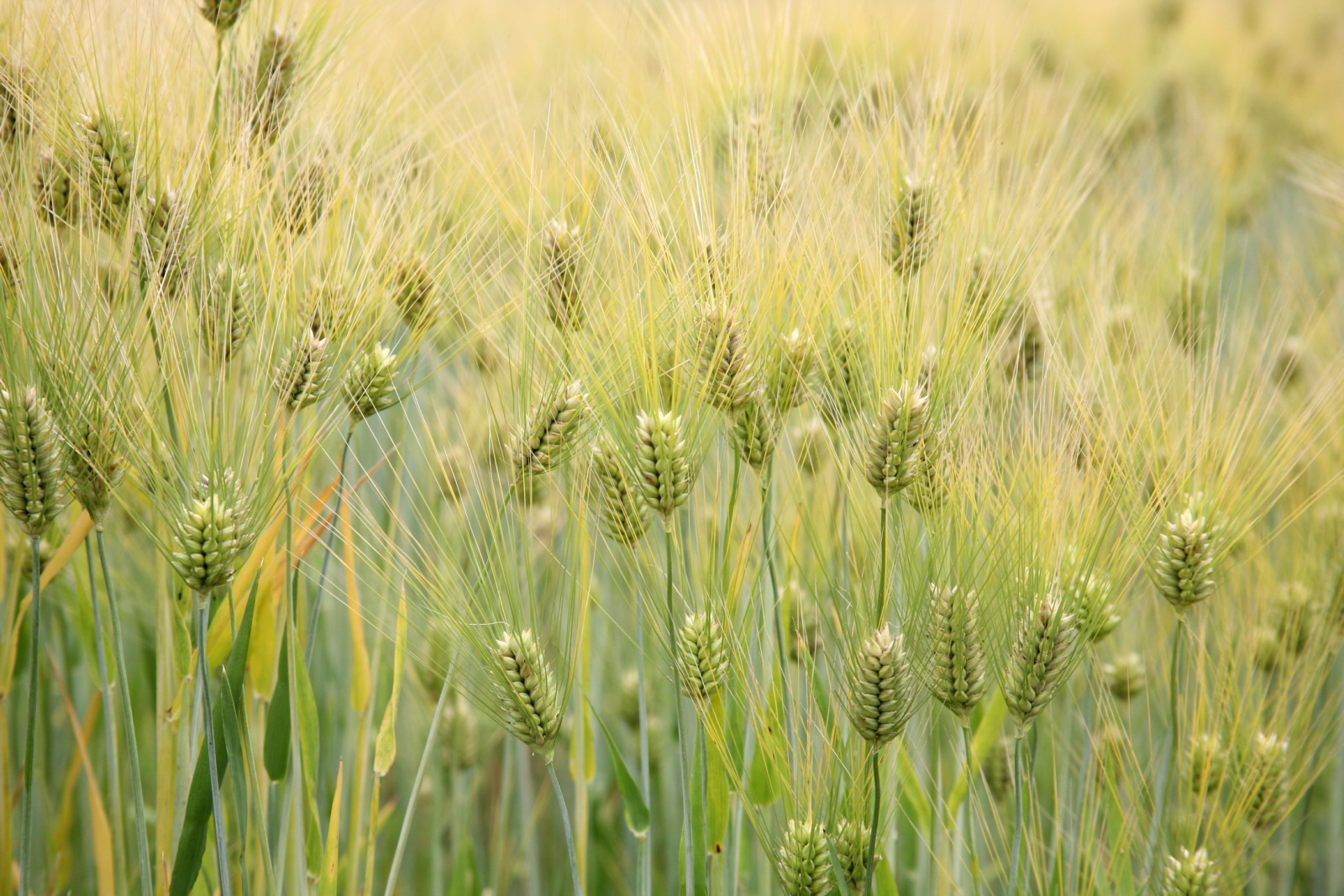
الشعير

| الصنف                | العائد النسبي (٪) |
| -------------------- | ----------------- |
| اتريبليكس عدسي الشكل | 90                |
| مخلل الأعشاب         | 89                |
| سويدا نفحة البحر     | 88                |
| الساليكورنيا         | 87                |
| الرجلة البحرية       | 85                |
| عشب بالمرز           | 65                |
| شجيرة ملح الساحل     | 45                |

## شعير
يعد اختيار السلالات الأكثر مقاومة للملوحة، قامت جامعة كاليفورنيا بزراعة الشعير المروي بمياه البحر النقية وحصلت على نصف العائد الطبيعي للفدان أي نصف متوسط العائد للفدان على المستوى الوطني.

## أرز
ابتكر فريق صينى بجامعة يانغتشو، أصناف أرز يمكن زراعتها بالمياه المالحة، وتحقيق عائد يتراوح بين 6.5 و 9.3 طن للهكتار الواحد.

## الخس والسلق وشيكوريا
وجد أن إنتاجية الخس تأثرت سلبًا بنسبة 10٪ و 15٪ من مياه البحر بينما لم يتأثر نمو السلق وشيكوريا، ومن المثير للاهتمام أن استهلاك المياه انخفض وارتفعت كفاءة استخدام المياه بشكل كبير في كل محصول تم اختباره، وخلصوا إلى أنه يمكن استخدام كميات معينة من مياه البحر عمليًا في الزراعة المائية، مما يسمح بتوفير المياه العذبة وزيادة تركيزات معينة من المغذيات المعدنية.